# Kamil Vladislav Muttich
Kamil Vladislav Muttich, parfois écrit C.V. Muttich (né en 1873 à Prague et mort en 1924 à Nymburk) était un peintre et illustrateur tchécoslovaque.

## Biographie
Il eut comme professeur Maxmilián Pirner.

## Galerie

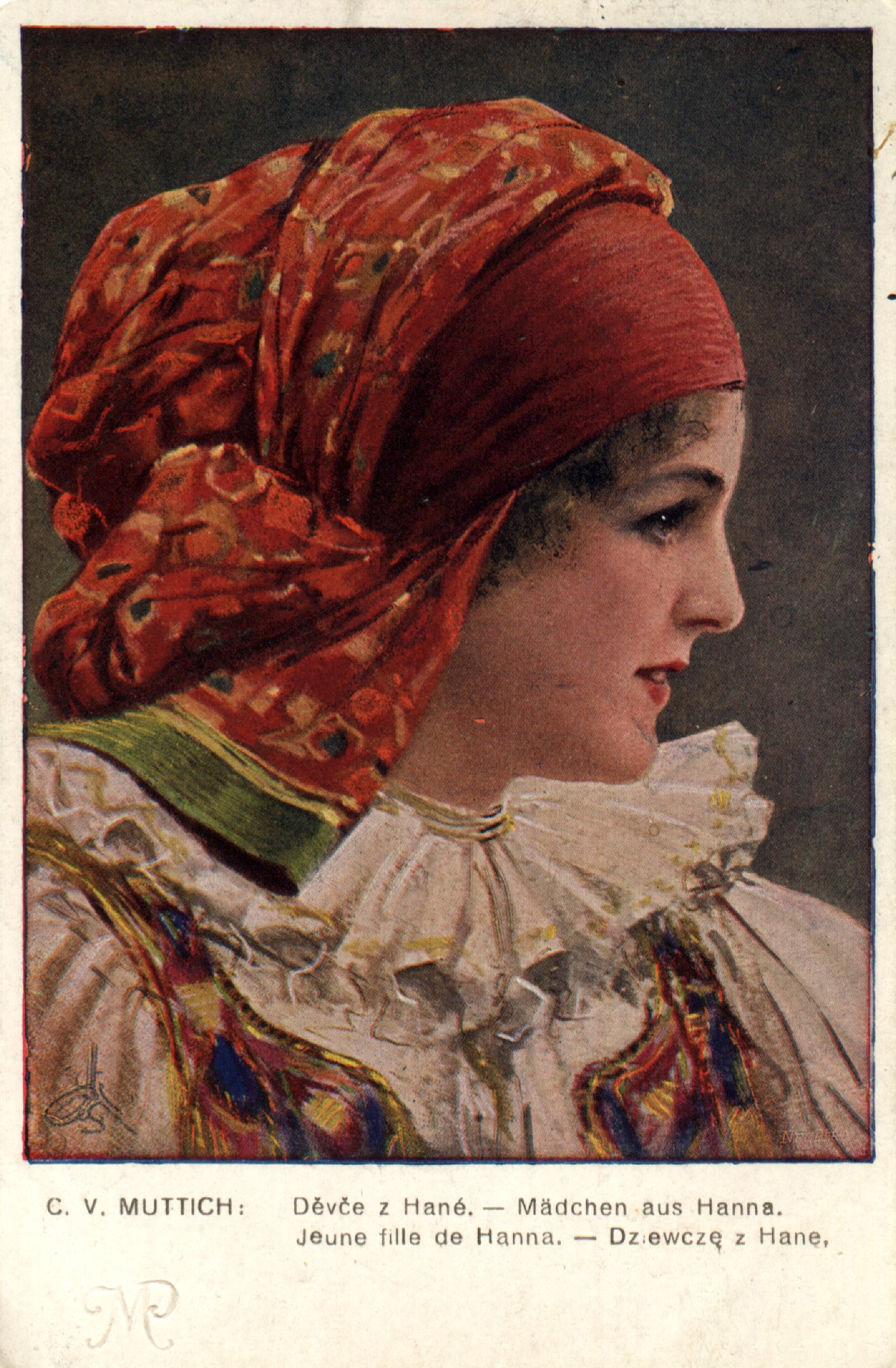
Jeune fille de hanaque
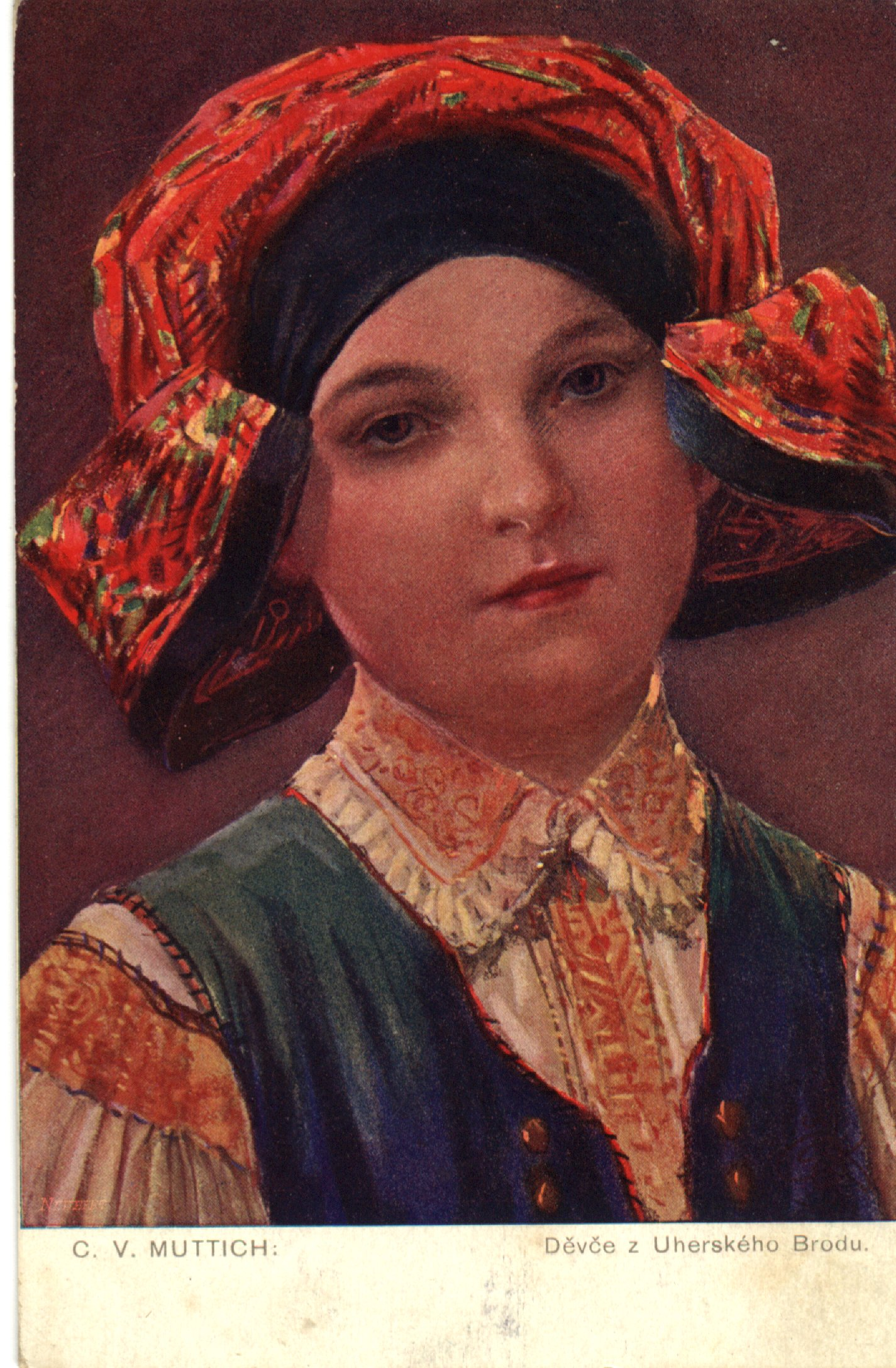
Jeune fille de  Uherský Brod
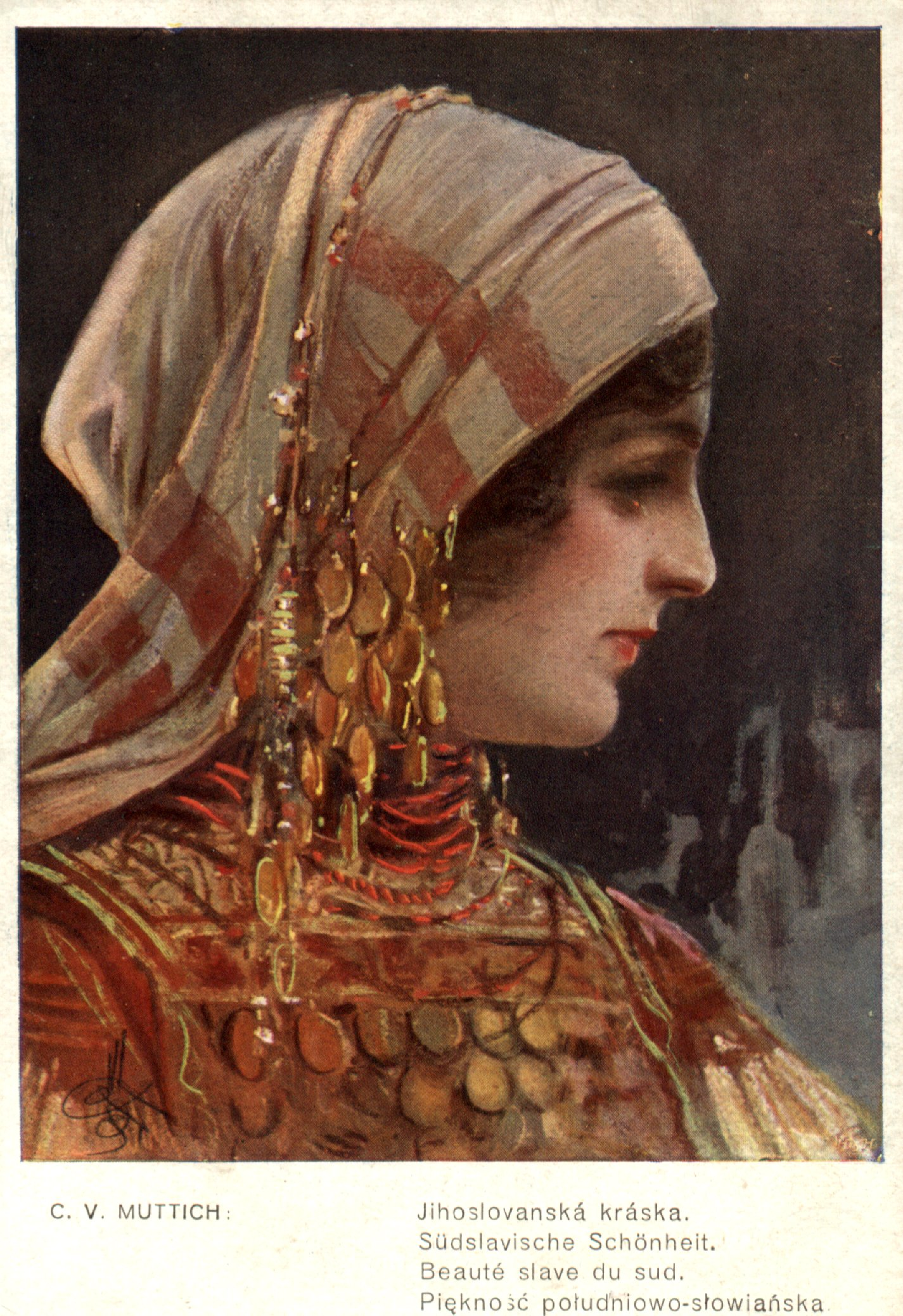
Beauté slave du sud
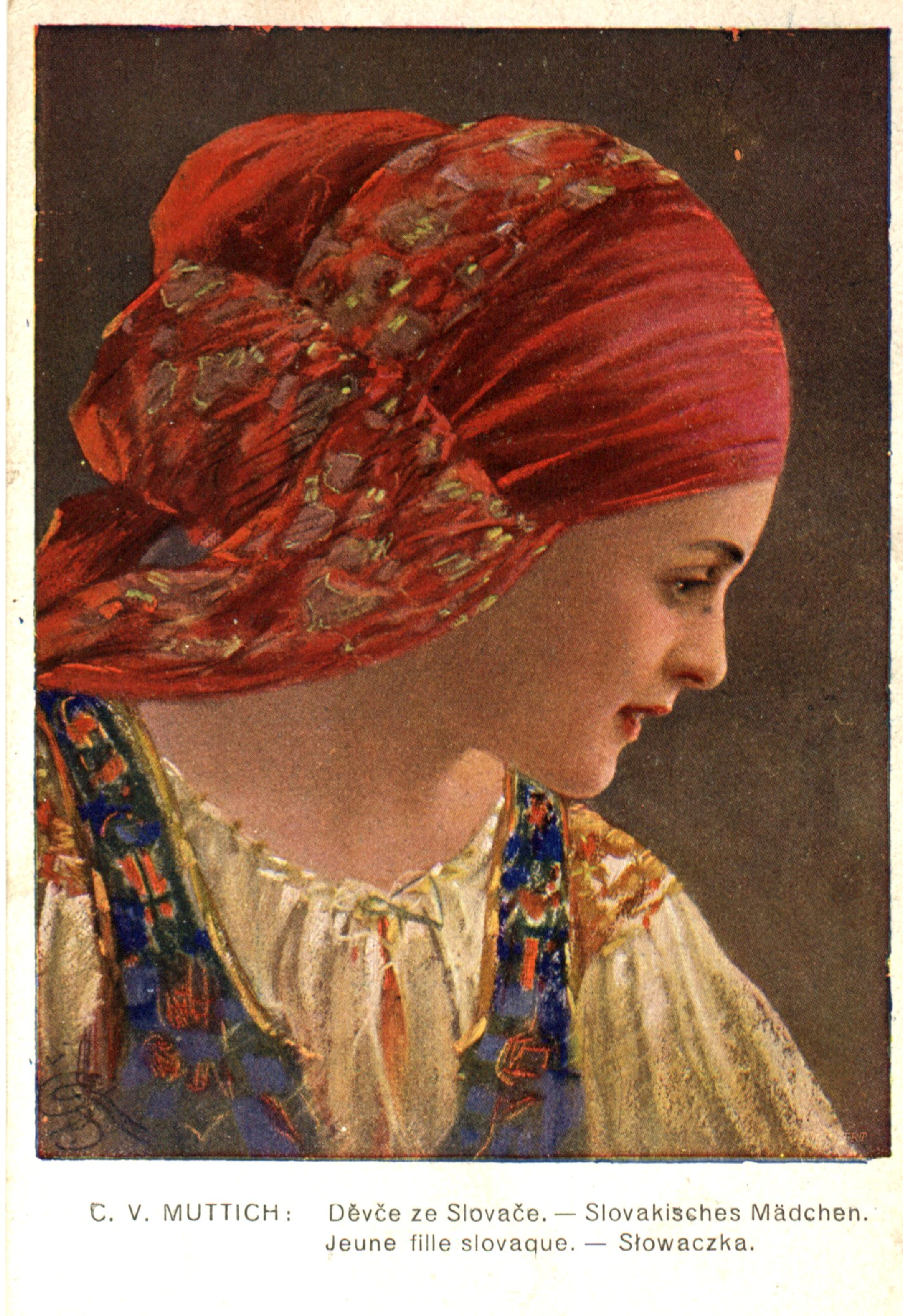
Jeune fille slovaque
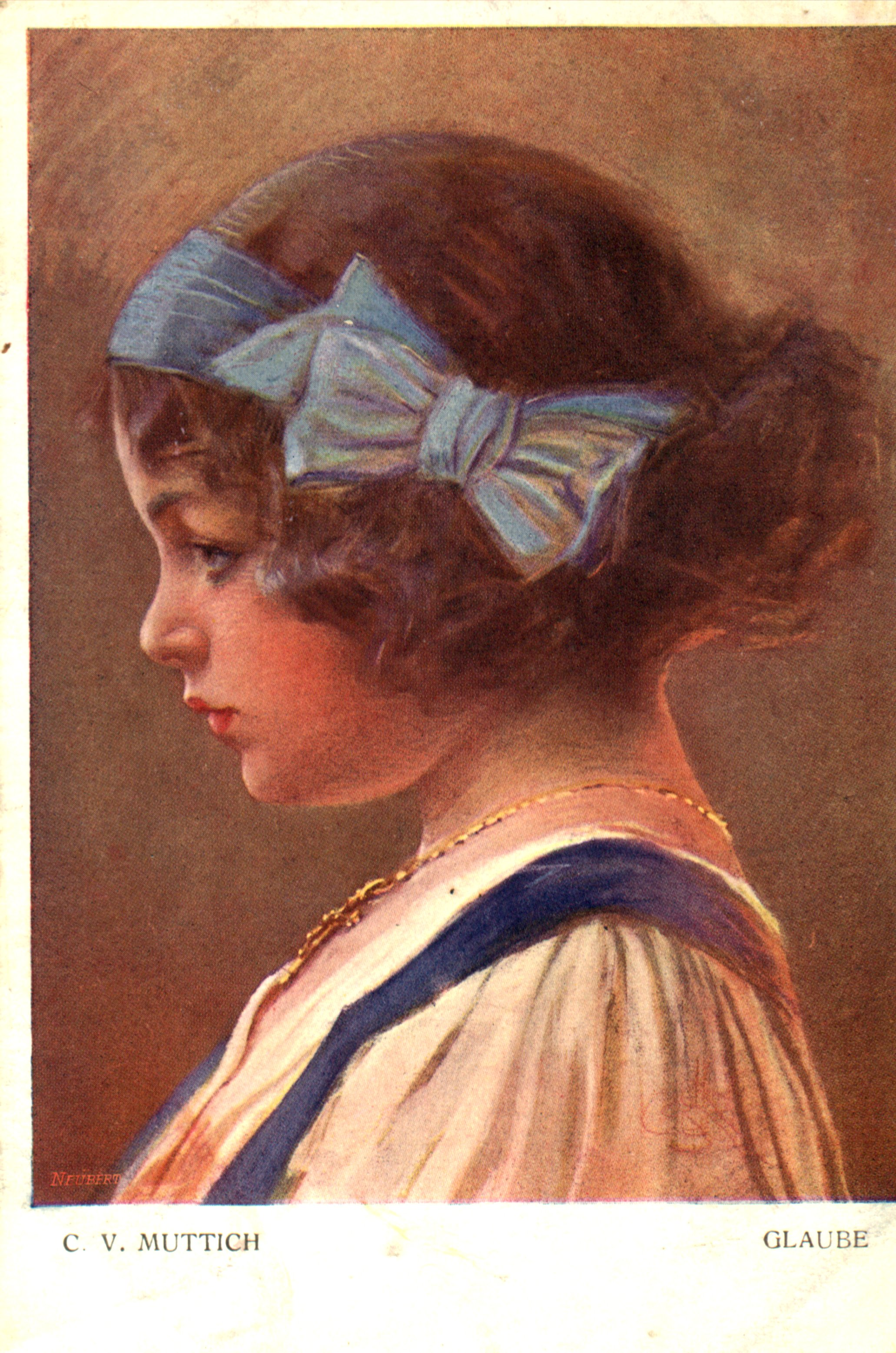
Glaube